# Comuna Verbka, Cecelnîk
Verbka (în ucraineană Вербка) este o comună în raionul Cecelnîk, regiunea Vinnița, Ucraina, formată din satele Vasîlivka și Verbka (reședința).

## Demografie
Componența lingvistică a satului Verbka
     Ucraineană (99,2%)
     Alte limbi (0,76%)
Conform recensământului din 2001, majoritatea populației satului Verbka era vorbitoare de ucraineană (99,2%), existând în minoritate și vorbitori de alte limbi.